# Youssef El-Kamash
Youssef El-Kamash (en arabe : يوسف الكماش), né le 10 juillet 1995, est un nageur égyptien.

## Carrière
Youssef El-Kamash remporte aux Jeux africains de 2015 à Brazzaville la médaille d'or du 4 × 100 m quatre nages et du 4 × 100 m quatre nages mixte, la médaille d'argent du 50 mètres brasse et du 100 mètres brasse et la médaille de bronze du 200 mètres brasse.
Aux Championnats d'Afrique de natation 2018 à Alger, il est médaillé d'or du 50 m brasse, du 4 x 100 m quatre nages et du 4 x 100 m quatre nages mixte, ainsi que médaillé d'argent du 100 mètres brasse.
Aux Jeux africains de 2019 à Rabat, il est médaillé d'argent du 50 mètres brasse, du 100 mètres brasse et du 200 mètres brasse, du 4 × 100 mètres quatre nages et du 4 × 100 m quatre nages mixte.
Il remporte aux Championnats d'Afrique de natation 2021 à Accra la médaille d'or sur 50 mètres brasse, sur 100 mètres brasse et sur 4 x 100 mètres quatre nages, la médaille d'argent sur 4 x 100 mètres quatre nages mixte ainsi que la médaille de bronze sur 200 mètres brasse.
Aux Jeux africains de 2023 à Accra, il est médaillé d'argent du 50 mètres brasse, du 4 × 100 mètres quatre nages et du 4 × 100 m quatre nages mixte.
Il est médaillé de bronze du relais 4 x 100 mètres quatre nages mixte aux Championnats d'Afrique de natation 2024 à Luanda

## Famille
Il est le frère de Marwan El-Kamash et le jumeau de Mazen El-Kamash.